# 1033

## Události
- Burgundské království bylo připojeno k Svaté říši římské.
- Založen španělský klášter Oňa.

## Narození
- ? – Malcolm III., král Skotska († 13. listopadu 1093)

## Úmrtí
- Boeda, vnuk Malcoma II. poslední mužský následník dynastie MacAlpine (Boeda byl v této době ještě kojenec)

## Hlavy států
- České knížectví – Oldřich – Jaromír
- Svatá říše římská – Konrád II.
- Papež – Benedikt IX.
- Galicijské království – Bermudo II.
- Leonské království – Bermudo III.
- Kastilské království – Sancho I.
- Navarrské království – Sancho III. Veliký
- Barcelonské hrabství – Berenguer Ramon I. Křivý
- Hrabství toulouské – Guillaume III.
- Lotrinské vévodství – Fridrich III. Barský / Gotzelo I. Dolnolotrinský
- Francouzské království – Jindřich I.
- Anglické království – Knut Veliký
- Dánské království – Knut Veliký
- Norské království – Knut Veliký (místodržící Svein Knutsson Alfivason)
- Švédské království – Jakob Anund
- Polské království – Měšek II. Lambert
- Uherské království – Štěpán I. Svatý
- Byzantská říše – Romanos III. Argyros
- Kyjevská Rus – Jaroslav Moudrý